# Komancze

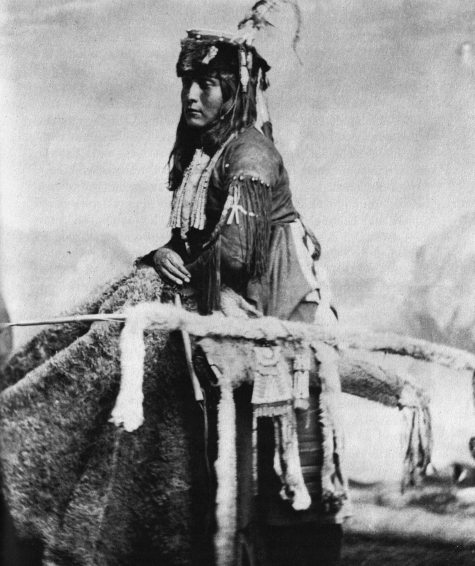
Wojownik z plemienia Komanczów w ubiorze zimowym

Komancze (ang. Comanche) – Indianie Ameryki Północnej posługujący się językiem z rodziny uto-azteckiej. Potomkowie żyją do dziś na terenach USA we wschodniej części stanu Nowy Meksyk, w południowej części Kolorado, północno-wschodniej części Arizony, południowej części stanu Kansas, w Oklahomie i w północno-wschodniej części Teksasu. Pierwotnie należeli do ludności koczowniczej, typowej dla Indian Wielkich Równin w środkowej części Stanów Zjednoczonych.

## Historia
Plemię Komanczów powstało krótko przed 1700 rokiem na skutek podziału plemienia Szoszonów. Zostało to spowodowane migracją ludności pod naporem białych kolonistów od strony wschodniej kontynentu. Na Szoszonów napierało wojownicze plemię Dakotów (ang. Sioux), które ustępowało przed uzbrojonymi już wtedy w broń palną Czipewejami. Część Szoszonów granicząca z Dakotami została zepchnięta na zachód, druga, żyjąca na preriach, na południe. Ci drudzy jako pierwsi spotkali konie  (ok. 1680) i potrafili docenić ich walory. Prawdopodobnie jako pierwsi używali ich w walkach. Dalsza ekspansja na południe powodowana chęcią zdobycia tych zwierząt okazała się trafnym posunięciem, ponieważ na południowych równinach było ich mnóstwo. W pewnym okresie Komancze, Szoszoni i Kiowa nazywani byli Wężami lub Konnymi Indianami. Wszystkie trzy plemiona utworzyły długą linię od Montany aż po Nowy Meksyk, przy czym Szoszoni żyli na północy, Kiowa pomiędzy Denver i Amarillo, a Komancze na południe i wschód od Amarillo, aż do rzeki Arkansas. Każde z tych plemion prerii potrzebowało terytorium od 800 do 1300 km kwadratowych. Bizony żyjące na Wielkich Równinach były dobrym źródłem pożywienia, co sprawiało, że populacja Komanczów stale rosła. Komancze uważani byli za bardzo wojownicze plemię. Toczyli walki z innymi sąsiadującymi plemionami, m.in. z Apaczami. Wojna trwała od roku 1716, a zakończyła się w 1724 bitwą pod Wielką Górą Żelaza. Po dziewięciodniowej bitwie Komancze definitywnie pokonali Apaczów, którzy w przeciągu kilku lat opuścili tereny Wielkich Równin. Komancze walczyli z Hiszpanami z Meksyku z dużym sukcesem, zatrzymując ich ekspansję na północ. Pobili plemię Tonkawa, podporządkowali sobie rolnicze plemię Wichita, wygrali także następujące wojny: trwającą 50 lat wojnę z Ute, Wojny z Osedżami 1751, 1797, Wojny z Paunisami 1746–1751, 1790–1793, 1803. Wojna z Kiowami trwająca od 1780 zakończyła się przyjaźnią około roku 1805. Odtąd plemię Kiowa stało się najlepszymi sojusznikami Komanczów oraz ich towarzyszami wojennymi.
Meksykanie bardzo obawiali się Komanczów, którzy kradli im ogromne bogactwa w postaci koni i bydła. Ginęło sporo Meksykanów, zwłaszcza tych z północnych regionów kraju. Część była też brana przez Indian do niewoli. Komanczów nazywano tam „diabłami”, „barbarzyńcami”, niegrzeczne dzieci straszono podobno w m.in. taki sposób: „Cicho, bo przyjdą Komancze”. Kolejne walki z białymi Amerykanami w Teksasie spowodowały zorganizowanie osławionych konnych oddziałów strażników teksaskich. Komancze byli „autorami” słynnego rajdu z 1840 roku. Wydarzenie było spowodowane tym, że gdy kilkunastu wodzów Komanczów poszło na pokojowe rozmowy z Amerykanami, ci ich uwięzili i po krótkiej szamotaninie zabili. Ich rodziny zostały wzięte do niewoli, gdyż rozmowy dotyczyły wykupu niewolników amerykańskich z rąk Indian. Wściekli Komancze przemierzyli ogromny teren rabując wszystkich i wszystko, doszli do miasta Victoria, Linville (ówczesny drugi co do wielkości port Teksasu), złupili je, po czym wrócili na swoje tereny. Akcja odwetowa Amerykanów doprowadziła do Bitwy pod Śliwkowym Potokiem, gdzie udało się odzyskać niezbyt dużą część dóbr, ale nie udało się zabić zbyt wielu Indian. W 1864 roku dowódca wojsk amerykańskich Christopher „Kit” Carson zaatakował niczego nie spodziewającą się wioskę Komanczów pod Adobe Walls. Indianie zorientowali się szybko i ruszyli do ataku. Starając się nie dopuścić do ucieczki Amerykanów, podpalili prerię. Amerykanie ogłosili bitwę jako zwycięstwo, mimo że faktycznie była porażką. Duży oddział amerykańskiej kawalerii (ponad 300 żołnierzy) od zagłady uratowała znakomicie dysponowana artyleria. Po tym zdarzeniu Carson zrzekł się dowództwa w walkach z Komanczami na rzecz Ranalda Mackenzie. Przeciągające się kilka lat bitwy z Texas Rangersami skłoniły, w roku 1871, rząd amerykański do podpisania traktatu o nieagresji. Pokój był chwiejny gdyż stale napływający łowcy bizonów prowokowali Komanczów do ataku. Rok później wojsko amerykańskie pod dowództwem Mackenzie wtargnęło zbrojnie na tereny Indian, by zniszczyć Komanczów i ich sojuszników, jednak skończyło się to niepowodzeniem, i po kilku potyczkach podpisano kolejny traktat. Ten jednak także złamano rok później (1873), nacierając po raz kolejny na Komanczów. Plemię nie ponosiło wielkich strat ludzkich, lecz Amerykanie niszczyli pozostawione tipi, wybijali pozostawione konie, czym osłabiali Indian.  Brak bizonów jako źródła pożywienia także osłabiał Komanczów. W roku 1874 część zgodziła się osiąść w rezerwacie pomiędzy rzekami Washita i Red River. Pozostali pod wodzą Quanah Parkera, odmówili posłuszeństwa, prowadząc wojnę o ratowanie bizonów. Wojna nad rzeką Czerwoną trwała do roku 1875, kiedy to Quahadi Komancze znaleźli się w rezerwatach (w masakrze w Palo Duro Canyon – zabito 1200 koni Komanczów, a następne 200 Mackenzie oddał swoim zwiadowcom Tonkawa). Komancze walczyli z naporem białego człowieka najdłużej ze wszystkich Indian prerii. W 1876 wznowili oni wojnę z łowcami bizonów, atakując ich w różnych miejscach. Wojna trwała do 1877. Ostatnia większa bitwa między Komanczami pod wodzą Czarnego Konia a siłami USA to Bitwa w Yellow House Canyon, którą Komancze wygrali. Jednak po kilku kolejnych utarczkach wrócili do rezerwatów.

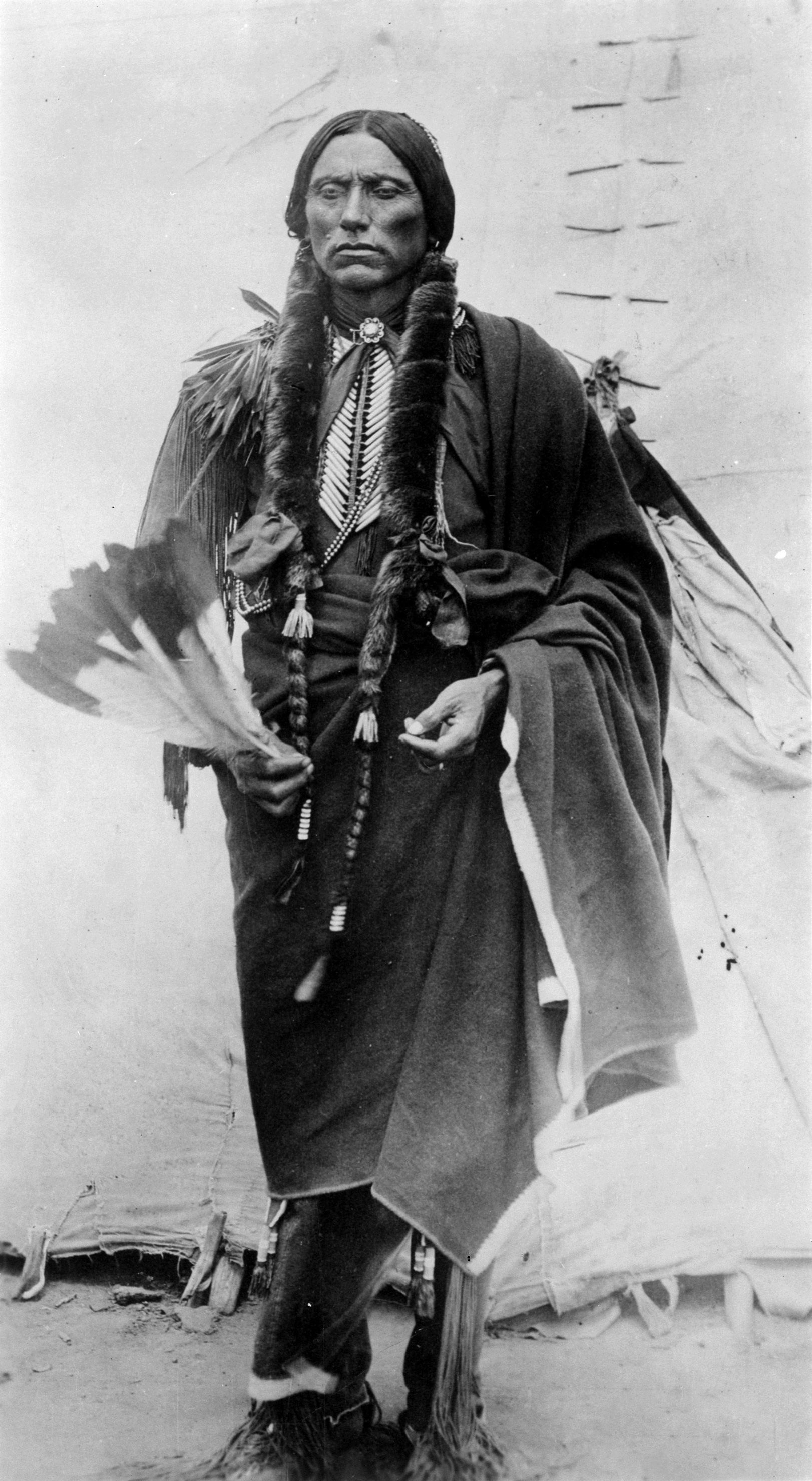
Wódz Quanah Parker

## Wędrówki, Terytoria
Komancze zamieszkiwali bardzo duże terytorium zwane „Komanczerią”. Komanczeria składała się z części dzisiejszych stanów: Teksasu, Nowego Meksyku, Oklahomy, Kansas i Missisipi. Ekspansja Amerykanów powodowała, że nie tylko grupy białych osadników, ale też inne plemiona musiały przemieszczać się na terytoria Komanczów, przez co tracili oni część swoich ziem, naturalnie walcząc o nie z mniejszym lub większym skutkiem. Przez okres podboju Dzikiego Zachodu Komanczeria była uznawana za najniebezpieczniejszy fragment zachodniej granicy Amerykańskiej. Ludy zamieszkujące tamte tereny – Komancze oraz Kiowa były dumne i agresywne, toteż atakowały przeciwnika w różnych miejscach niemal jednocześnie.

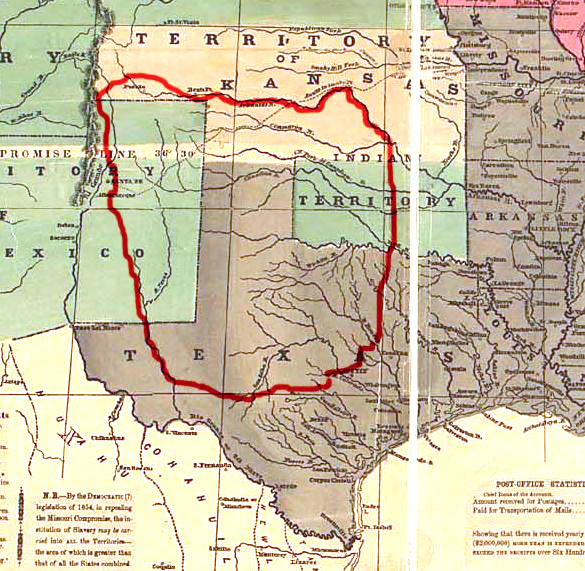
Komanczeria

## Konflikty Komanczów z innymi plemionami
Komancze mieli sporo wrogów, ponieważ byli agresywnym plemieniem, które atakowało sąsiadów w celu złupienia ich dóbr i zrabowania koni.  Walczyli jednak honorowo – kiedy przychodził czas wojny, informowali przeciwników, że wchodzą z nimi na wojenną ścieżkę. Ich wrogami byli Apacze, Szejeni, Arapaho, Tonkawa, Paunisi, Osedżowie i pomniejsze plemiona rolnicze. Początkowo byli wrogo nastawieni do Indian Kiowa, lecz na początku XIX w. plemiona te zostały najlepszymi sojusznikami. Najzacieklejsze walki prowadzili z Apaczami, a trwały one przez cały XVIII wiek. Zaczęło się od wojny w latach 1720–1740, w której Komancze wraz ze sprzymierzonymi Ute pokonali Apaczów w bitwie pod Wielką Górą Żelaza (1724) dzięki umiejętnemu wykorzystaniu koni oraz broni palnej, przez co Apacze (dotąd lud równinny) w przeciągu kilku lat zniknęli z równin, przenosząc się w tereny półpustynne. Niedługo potem rozejm z Utami upadł i rozpoczęła się ponad 50-letnia wojna między tymi plemionami. Komancze pokonali Apaczów też w latach 1785–1790, co zakończyło nasilenie sporów. Szejeni byli zmuszeni atakować Komanczów, ponieważ od północy napierali na nich Siuksowie, których z kolei naciskali Czipewejowie. Komancze jednak nie dali się zepchnąć na południe, lecz toczyli walki, które ukształtowały ich północne granice. Mimo stosunkowo udanych walk, Komancze i Kiowa musieli dopłacić końmi Szejenom i Arapahom, by zawrzeć rozejm. Powód tego jest dość jasny – w tamtych czasach Komanczów, Kiowa i inne plemiona nawiedziła epidemia czarnej ospy. Po zakończonych walkach z Szejenami Komancze stali się ich sojusznikami. Komancze atakowali też swoich rolniczych sąsiadów, którym zabierali dobytek oraz wartościowe rzeczy. Były to raczej jednostronne walki.

## Konflikt Komanczów z Hiszpanami
Kiedy Hiszpanie przybyli do Ameryki północnej, natrafili na spokojne rolnicze plemiona Zuni oraz wojowniczych Komanczów i Apaczów. Walczyli z oboma plemionami. Apacze, dzięki trudnemu położeniu logistycznemu (pustynie, góry, brak wody), sprawiali Hiszpanom wiele kłopotów, ponieważ byli nauczeni żyć w takich warunkach, a Komancze – lud równin – dostawali strzelby od Francuzów, dzięki czemu mogli się skutecznie bronić. Hiszpanie ten problem rozwiązali w taki sposób, że pomagali to Komanczom w walce z Apaczami, to znów Apaczom przeciw Komanczom. Chciano zachować względną równowagę, ponieważ obawiano się najazdów na Meksyk. Kiedy Komancze wyrżnęli niemal całkowicie plemię Lipan Apaczów, Hiszpanie przejęli się tym faktem i posłali oddział odwetowy. Nie udało się jednak znaleźć przeciwnika. Sporadyczne walki zdarzały się w rozmaitych regionach południowego Teksasu do czasów, gdy Meksyk wywalczył sobie niepodległość. Przez XVIII wiek Hiszpanie nie mogli dać sobie rady z Komanczami, próbowali jednak ich ułagodzić, obdarowując ich stale wielkimi ilościami prezentów. Kiedy Meksyk uzyskał niepodległość większość ludności opowiedziała się za wojną przeciw Komanczom. Nastała w latach 1821–1848. W tym okresie miało miejsce wiele rajdów w głąb Meksyku, a ostatecznie wojna zakończyła się definitywnym zwycięstwem Komanczów. Komancze atakowali Meksyk tak intensywnie, ponieważ był on ich źródłem dochodów – bydła, koni, jeńców, był to też łatwy grunt do walki, ponieważ słabo uzbrojeni Meksykanie bali się dzikich Indian.

## Sojusznicy Komanczów
Komancze sprzymierzali się z kilkoma plemionami: Ute, Szejenami, Kiowa, Szoszonami oraz Kiowa Apaczami. Kiowa oraz Szejeni stali się ich sojusznikami, chociaż wcześniej walczyli z nimi. W praktyce stosunki Komanczów z Szejenami były bardzo nikłe do czasów Wojny nad rzeką Czerwoną, gdzie plemiona Komanczów, Arapaho, Szejenów oraz Kiowa walczyły o ratowanie bizonów.

## Konie
Komancze słynęli z ogromnych stad koni, a także z mistrzowskiej umiejętności jazdy konnej. Byli uważani przez inne plemiona, a także przez białych za najlepszą kawalerię. Podobnie jak ich sprzymierzeńcy Kiowa, kradli oni konie Meksykanom oraz innym plemionom w odwecie za dawne utarczki. Mieli opanowane do perfekcji napady i porywanie całych stad koni, więc już wkrótce inni Indianie zaczęli się interesować ich stadninami, co pociągało za sobą kolejne potyczki. Konie przydawały się też w handlu wymiennym, dawano je jako prezenty „ślubne”, wymieniano na strzelby. M.in. z powodu ciągłych kradzieży bydła i koni Meksykanie walczyli długo i uporczywie z Komanczami. Indianie zakończyli wojnę, gdy zobaczyli, jak wielkim wrogiem są Stany Zjednoczone. Rezultatem wojny było zwycięstwo Komanczów nad Meksykiem.

## Formacje bojowe, taktyki
W końcowym okresie europejskiej kolonizacji amerykańskiego Zachodu Komancze, jak większość Indian preryjnych, walczyli głównie konno. Stosowali m.in. taktykę walki partyzanckiej, atakując wroga z zaskoczenia, np. przed świtem, grabiąc, co się dało (konie, dobytek, broń, ludzi), i szybko wycofując się. Z powodu ataków Komanczów ich sąsiedzi mieli się na baczności, toteż wojownicy plemienia zapuszczali się w celach rabunkowych także w odległe rejony (Meksyk). Napadali zazwyczaj na wioski i obozowiska innych plemion oraz na pojedyncze gospodarstwa, które czasem podpalali; sporadycznie atakowali też niewielkie miasteczka. Podstawową bronią była lanca, tarcza oraz łuk. Nawet posiadanie jednostrzałowej broni palnej nie zmieniło faktu, że walczyli głównie łukami, ewentualnie kilkustrzałowymi karabinami, czy nawet pistoletami (nielicznie). Walcząc łukiem mogli osiągać wielką mobilność, a także zaskakiwać przeciwnika. Taktyka ta okazała się skuteczna, zwłaszcza przeciw innym plemionom. Walkę łukiem opanowali do perfekcji. Komancze mieli swoje stowarzyszenie wojenne – Wilków. Analogicznie do Psich Żołnierzy, Wilki nie mogli opuścić pola bitwy, musieli pokazywać wielką odwagę i waleczność na polu bitwy. Nosili oni nakrycie na głowę i plecy ze skóry wilka.

## Język
Język Komanczów należy do języków uto-azteckich, jest prawie identyczny z językiem Szoszonów z Wyoming, od których odłączyli się około 1700 roku. Nazwa Komancze (kɨmmantsi) pochodzi z języka ute (język numicki z doliny rzeki Kolorado) i oznacza wroga lub obcego. Samych siebie Komancze nazywali Nʉmʉnʉ. Badania językowe pozwoliły na stworzenie alfabetu i języka pisanego, nieznanego niegdyś, a teraz z powodzeniem stosowanego. Ich język z biegiem czasu stał się językiem handlowo-dyplomatycznym na południowym zachodzie Stanów Zjednoczonych, rozumianym przez większość sąsiadujących z nimi plemion. Obecnie już niewielu ludzi płynnie posługuje się językiem Komanczów, choć trwają prace nad rewitalizacją tego języka.

## Liczebność
W latach 1690–1710 było ok. 7 tys. Komanczów, w 1783 około 20 tys. (z czego 5 tys. wojowników), w połowie XIX wieku było ich już 9–12 tys. (po epidemiach), natomiast w roku 1937 liczba ich wynosiła ok. 2200. W roku 1901 ziemie ich rezerwatu oddane zostały pod osadnictwo, a oni sami znaleźli się w Oklahomie pod opieką biura Kiowa Agency. Według danych U.S. Census Bureau, podczas spisu powszechnego w 2000 roku 10 120 obywateli USA zadeklarowało, że jest pochodzenia Comanche, a 19 376 oświadczyło, że ma pochodzenie wyłącznie lub m.in. Comanche. Według www.comanchenation.com ze stanu Oklahoma, największego portalu plemienia Komanczów, przynależność do plemienia deklaruje 14 557 osób, z czego 7 763 mieszka w mieście Lawton, siedzibie władz hrabstwa Comanche (Komancze), jednego z 77 hrabstw stanu Oklahoma.